# 古巴國徽
古巴國徽啟用於1906年4月24日，為一盾徽。盾由三部份組成，後豎束棒，上頂自由之帽。周圍飾以月桂與橡樹枝條。在国徽图案上方显示了古巴岛在加勒比海的地理位置，即位于美国佛罗里达半岛与墨西哥尤卡坦半岛之间，钥匙两侧的绿色陆地分别代表这两个半岛。钥匙本身置于这两个半岛之间象征着古巴作为通往墨西哥的必经之地的重要的地理战略位置。西班牙殖民时代，墨西哥、古巴和佛罗里达均归属新西班牙总督辖区统治。远方地平线升出的太阳象征着新生的独立共和国，而旭日正处于钥匙上方，这表明古巴岛位于北回归线上。盾章左下侧重复了国旗上的五条蓝白相间的斜条纹，是海洋和纯洁的代表色彩也是古巴的传统颜色，同时三个蓝色条纹代表着古巴早期的东部、中部和西部三个省份。右下侧为一棵古巴国树王棕和山林象征国土的富饶。盾章背后有一捆束棒和弗利吉亚帽分别代表国家主权和国民自由。盾牌左右两侧为栎树枝和月桂树枝，其内涵为共和国的长生和胜利。国徽由古巴爱国诗人米格尔·特乌尔韦·多隆（Miguel Teurbe Tolón）设计。1906年4月24日，古巴议会批准使用。古巴革命后沿用此国徽。本国徽是目前共产主义国家唯一没有使用任何社会主义纹章的盾徽。